# كاترينا ناش
كاترينا ناش (بالتشيكية: Kateřina Nash)‏ مواليد 9 ديسمبر 1977 في براخاتيتسه، التشيك، هي دراجة تشيكية. شاركت في دورة الألعاب الأولمبية الصيفية.

## الميداليات
| الميدالية | المسابقة |
| --------- | -------- |
| برونزية   | 2011     |

## روابط خارجية
- كاترينا ناش على موقع الاتحاد الدولي للدراجات (الإنجليزية)
- كاترينا ناش على موقع أرشيف الدراجات (الإنجليزية)
- كاترينا ناش على موقع إحصائيات الدراجات الإحترافية (الإنجليزية)
- كاترينا ناش على موقع MTB Data (الإنجليزية)
- كاترينا ناش على موقع الاتحاد الدولي للتزلج (التزلج الريفي) (الإنجليزية)
- كاترينا ناش على موقع اللجنة الأولمبية الدولية (الإنجليزية)
- كاترينا ناش على موقع أوليمبيديا (الإنجليزية)
- كاترينا ناش على موقع اللجنة الأولمبية التشيكية (التشيكية)